# 謝綬 (成化進士)
謝綬（？年—1512年），字朝章，號西樓，山東東昌府朝城縣人，明朝政治人物。

## 生平
成化十三年丁酉科山东乡试举人，二十年（1484年）甲辰科進士，授任丘县知县，行取南京都察院理刑，弘治五年（1492年）十二月實授南京四川道監察御史，丁忧归。十一年闰十一月復除江西道御史，十三年巡按山西宣大，改按两浙，十七年十二月晋湖广按察司副使，丁忧守制。正德初调任四川，五年（1510年）五月升南京太仆寺少卿，六年六月升大理寺右少卿，十二月升都察院右佥都御史、巡抚大同赞理军务，七年闰五月卒。
元配张氏，累封恭人，生二子：谢诏，锦衣卫千户；谢註，舉明經，仕建平县丞；側室相氏生谢評，舉明經，仕至太平府推官。孫谢匏，隆慶丁卯舉人，官平山知县。

## 家族
先世为潞州人，明初徙居朝城县。祖父謝郁，举明經，官阜城县丞。父謝珊，贈都察院右佥都御史。